# Protein višestrukog PDZ domena
Protein višestrukog PDZ domena je protein koji je kod ljudi kodiran MPDZ genom.

## Interakcije
formira interakcije sa CD117,  i 5-HT2C receptor.

## Literatura
- Ullmer C, Schmuck K, Figge A, Lübbert H (1998). „Cloning and characterization of MUPP1, a novel PDZ domain protein”. FEBS Lett. 424 (1–2): 63—8. PMID 9537516. doi:10.1016/S0014-5793(98)00141-0.
- Barritt DS; Pearn MT; Zisch AH;  . (2000). „The multi-PDZ domain protein MUPP1 is a cytoplasmic ligand for the membrane-spanning proteoglycan NG2”. J. Cell. Biochem. 79 (2): 213—24. PMID 10967549. doi:10.1002/1097-4644(20001101)79:2<213::AID-JCB50>3.0.CO;2-G.
- Lee SS; Glaunsinger B; Mantovani F;  . (2000). „Multi-PDZ Domain Protein MUPP1 Is a Cellular Target for both Adenovirus E4-ORF1 and High-Risk Papillomavirus Type 18 E6 Oncoproteins”. J. Virol. 74 (20): 9680—93. PMC 112400 . PMID 11000240. doi:10.1128/JVI.74.20.9680-9693.2000.
- Mancini A; Koch A; Stefan M;  . (2000). „The direct association of the multiple PDZ domain containing proteins (MUPP-1) with the human c-Kit C-terminus is regulated by tyrosine kinase activity”. FEBS Lett. 482 (1–2): 54—8. PMID 11018522. doi:10.1016/S0014-5793(00)02036-6.
- Becamel C; Figge A; Poliak S;  . (2001). „Interaction of serotonin 5-hydroxytryptamine type 2C receptors with PDZ10 of the multi-PDZ domain protein MUPP1”. J. Biol. Chem. 276 (16): 12974—82. PMID 11150294. doi:10.1074/jbc.M008089200.
- Vassilev A; Kaneko KJ; Shu H;  . (2001). „TEAD/TEF transcription factors utilize the activation domain of YAP65, a Src/Yes-associated protein localized in the cytoplasm”. Genes Dev. 15 (10): 1229—41. PMC 313800 . PMID 11358867. doi:10.1101/gad.888601.
- Hamazaki Y; Itoh M; Sasaki H;  . (2002). „Multi-PDZ domain protein 1 (MUPP1) is concentrated at tight junctions through its possible interaction with claudin-1 and junctional adhesion molecule”. J. Biol. Chem. 277 (1): 455—61. PMID 11689568. doi:10.1074/jbc.M109005200.
- Kimber WA; Trinkle-Mulcahy L; Cheung PC;  . (2002). „Evidence that the tandem-pleckstrin-homology-domain-containing protein TAPP1 interacts with Ptd(3,4)P2 and the multi-PDZ-domain-containing protein MUPP1 in vivo”. Biochem. J. 361 (Pt 3): 525—36. PMC 1222335 . PMID 11802782. doi:10.1042/0264-6021:3610525.
- Poliak S; Matlis S; Ullmer C;  . (2002). „Distinct claudins and associated PDZ proteins form different autotypic tight junctions in myelinating Schwann cells”. J. Cell Biol. 159 (2): 361—72. PMC 2173042 . PMID 12403818. doi:10.1083/jcb.200207050.
- Griffon N; Jeanneteau F; Prieur F;  . (2003). „CLIC6, a member of the intracellular chloride channel family, interacts with dopamine D(2)-like receptors”. Brain Res. Mol. Brain Res. 117 (1): 47—57. PMID 14499480. doi:10.1016/S0169-328X(03)00283-3.
- Ota T; Suzuki Y; Nishikawa T;  . (2004). „Complete sequencing and characterization of 21,243 full-length human cDNAs”. Nat. Genet. 36 (1): 40—5. PMID 14702039. doi:10.1038/ng1285.
- Humphray SJ; Oliver K; Hunt AR;  . (2004). „DNA sequence and analysis of human chromosome 9”. Nature. 429 (6990): 369—74. PMC 2734081 . PMID 15164053. doi:10.1038/nature02465.
- Krapivinsky G; Medina I; Krapivinsky L;  . (2004). „SynGAP-MUPP1-CaMKII synaptic complexes regulate p38 MAP kinase activity and NMDA receptor-dependent synaptic AMPA receptor potentiation”. Neuron. 43 (4): 563—74. PMID 15312654. doi:10.1016/j.neuron.2004.08.003.
- van de Pavert SA (2005). „Crumbs homologue 1 is required for maintenance of photoreceptor cell polarization and adhesion during light exposure”. J. Cell. Sci. 117 (Pt 18): 4169—77. PMID 15316081. doi:10.1242/jcs.01301.
- Coyne CB, Voelker T, Pichla SL, Bergelson JM (2005). „The coxsackievirus and adenovirus receptor interacts with the multi-PDZ domain protein-1 (MUPP-1) within the tight junction”. J. Biol. Chem. 279 (46): 48079—84. PMID 15364909. doi:10.1074/jbc.M409061200.
- Okuhira K; Fitzgerald ML; Sarracino DA;  . (2006). „Purification of ATP-binding cassette transporter A1 and associated binding proteins reveals the importance of beta1-syntrophin in cholesterol efflux”. J. Biol. Chem. 280 (47): 39653—64. PMID 16192269. doi:10.1074/jbc.M510187200.
- Heydecke D; Meyer D; Ackermann F;  . (2006). „The multi PDZ domain protein MUPP1 as a putative scaffolding protein for organizing signaling complexes in the acrosome of mammalian spermatozoa”. J. Androl. 27 (3): 390—404. PMID 16452527. doi:10.2164/jandrol.05166.
- Olsen JV; Blagoev B; Gnad F;  . (2006). „Global, in vivo, and site-specific phosphorylation dynamics in signaling networks”. Cell. 127 (3): 635—48. PMID 17081983. doi:10.1016/j.cell.2006.09.026.
- Szafranski K; Schindler S; Taudien S;  . (2007). „Violating the splicing rules: TG dinucleotides function as alternative 3' splice sites in U2-dependent introns”. Genome Biology. 8 (8): R154. PMC 2374985 . PMID 17672918. doi:10.1186/gb-2007-8-8-r154.